# Farum

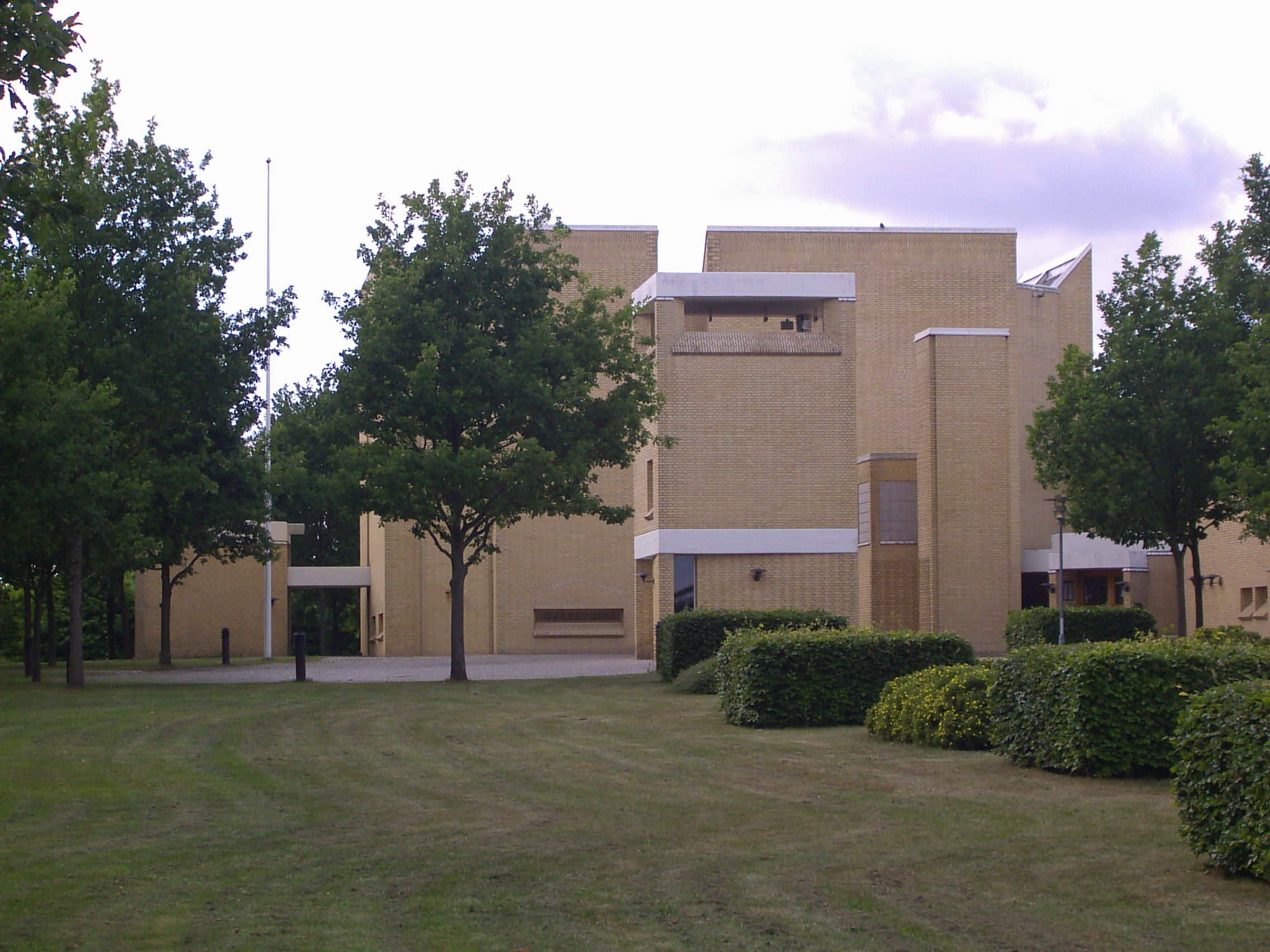
Stavnsholtkirken

Farum [ˈfɑːʀom] ist ein dänischer Ort in der Kommune Furesø, Region Hovedstaden mit 20.317 Einwohnern (Stand 1. Januar 2023).
Er liegt 20 km nordwestlich der Hauptstadt Kopenhagen und ist von dort mit S-Bahn und über eine Autobahnanbindung (Hillerødmotorvejen 16) in 30 bis 40 Minuten zu erreichen.
Im heute eingegliederten Stadtviertel Stavnsholt liegt Stavnsholt Kirke, 1980/81 nach Entwürfen von Johan Otto von Spreckelsen errichtet: Die Fassaden sind mit gelbem Ziegel verklinkert, im würfelförmigen Innenraum sind die schräg abgeschnittenen oberen Raumecken auffällig. Aus Carrara-Marmor wurden Altar, Taufstein und Kanzel gefertigt: Die drei Steine könnten ihrer Form nach ineinander gefügt werden.
Der etwa 20 ha große gemeinnützige Wohnkomplex Farum Midtpunkt besteht aus dicht zusammengerückten Terrassenbauten. Errichtet zwischen 1970 und 1974, zog das Ensemble viel Aufmerksamkeit auf sich durch die Wahl untraditioneller Materialien, durch die Einplanung von Räumlichkeiten für Gemeinschaftsaktivitäten und aufgrund der systematischen Trennung von Fußgänger- und Autoverkehr. In den 1990er Jahren hatte das Viertel gegen zunehmende soziale Schieflage zu kämpfen (Urbane Ghettoisierung).
2002 stand der damalige Bürgermeister Peter Brixtofte im Mittelpunkt eines Finanzskandals. Durch den Bau überdimensionierter Sportanlagen war Farum nach seiner Amtszeit hoch verschuldet. Ein Überbleibsel seiner offensiven Stadtentwicklungspolitik ist die Fußballarena Farum Park, Heimstadion des dänischen Fußball-Erstligisten FC Nordsjælland.
Das Ganggrab von Farum (auch Grettes Høj oder Gretteshøj genannt) liegt südwestlich des Ortes, unweit des Farum Sø (See).